# Moinho de Vento de Odeceixe
O Moinho de Vento de Odeceixe, também conhecido como Pólo Museológico do Moinho, é um monumento na vila de Odeceixe, no Município de Aljezur, na região do Algarve, em Portugal.

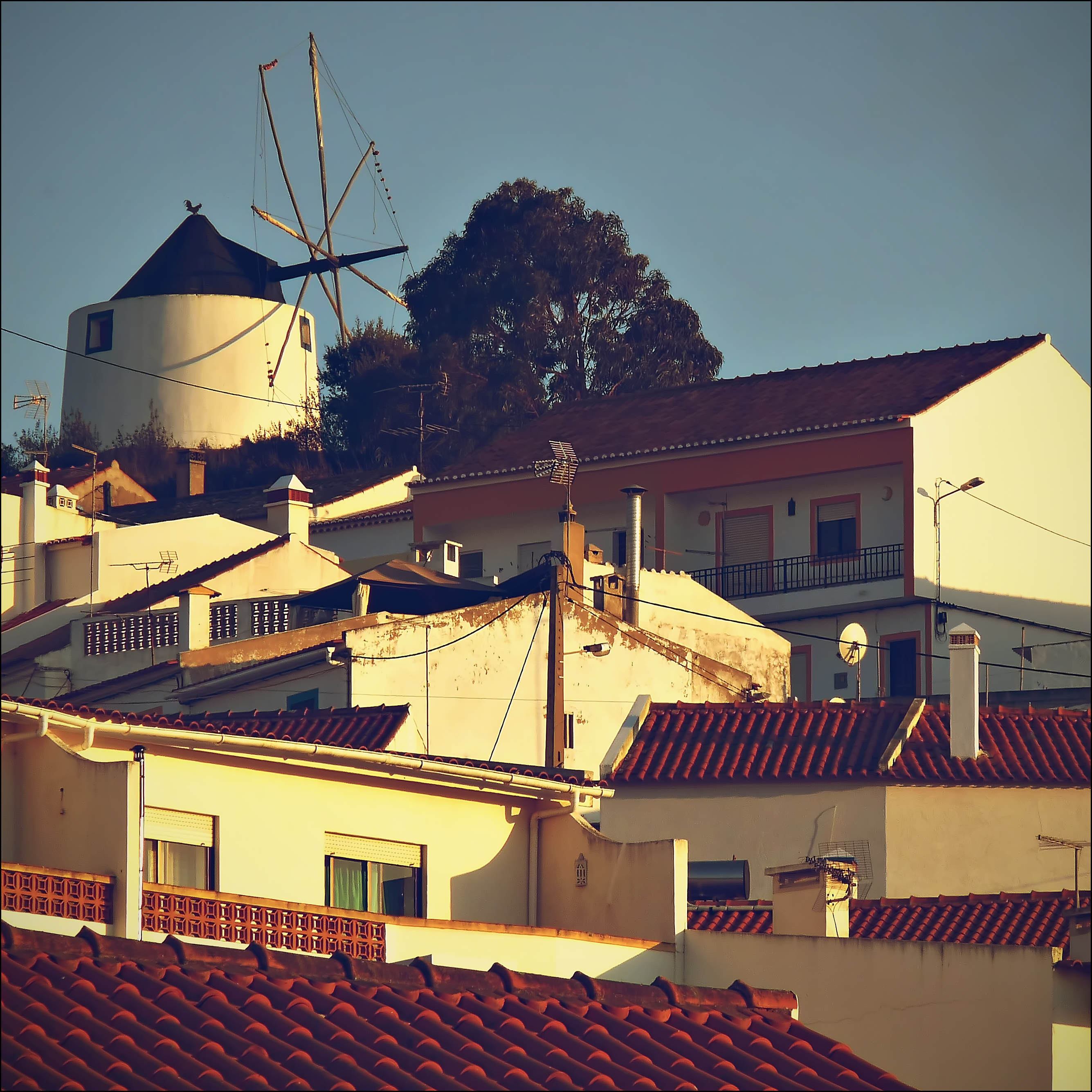
Moinho e vila de Odeceixe.

## Descrição e história
O imóvel está situado no Serro da Igreja, o ponto mais elevado na vila de Odeceixe, e consiste num moinho de vento tradicional de tipologia mediterrânea, que foi convertido num museu, permitindo a demonstração do antigo processo da moagem dos cereais. Devido à sua localização, o ponto onde se encontra o moinho também oferece uma boa vista panorâmica sobre a vila e a Ribeira de Seixe. É considerado um dos mais importantes monumentos turísticos turísticos de Odeceixe, tendo o presidente da Câmara Municipal de Aljezur, José Gonçalves, afirmado em 2015 que o moinho era procurado anualmente por quatro a cinco mil pessoas, durante o período estival.
O moinho foi construído em 1898. Na relação dos bens e rendas do condado de Odemira, em 1761, surgem dois moinhos em Odeceixe, um conhecido como Moinho de Odeceixe, onde se refere que pertenceu ao capitão-mor João Velho Fogaça, e outro como Moinho de Odeceixe de Baixo, que era propriedade dos Frades da Trindade, de Lagos.
Entre 1998 e 2000, foi alvo de obras de reabilitação e transformação num núcleo museológico. Em 2015, a Câmara Municipal de Aljezur anunciou que estava a realizar obras de valorização e recuperação do moinho, que consistiram no restauro dos engenhos de moagem no interior, a instalação de estruturas de apoio e de equipamentos de iluminação, e a melhoria dos caminhos de acesso, que incluiu a construção de passadiços, no sentido de facilitar a entrada a utentes de mobilidade reduzida. Os trabalhos de manutenção dos mecanismos contaram com o apoio do mestre moleiro Alexandre Candeias, que foi responsável pela instalação e recuperação de vários moinhos, tanto em território nacional como em Espanha, incluindo o situado na vila de Odemira. Alexandre Candeias comentou que eram «pequenos os arranjos necessários» para que o moinho voltasse a entrar em funcionamento, mas esta operação seria apenas do ponto de vista pedagógico, uma vez que a estrutura já não reunia condições para o «controlo de farinha e de vento». Em Setembro de 2017, a autarquia anunciou que estava quase concluída a intervenção de restauro do moinho em si, que incluíram a substituição do mastro por um novo, a instalação dos cordames e de novas varas e velas de lona, a recolocação da caixa da rela e a reparação da trave inferior do orreiro.